# Magnolia blumei
Magnolia blumei este o specie de plante din genul Magnolia, familia Magnoliaceae, descrisă de Karl Anton Eugen Prantl.

## Subspecii
Această specie cuprinde următoarele subspecii:
- M. b. blumei
- M. b. sumatrana